# Sobekhotep II.
Sobekhotep II., auch Sebekhotep II. und mit Doppelnamen Amenemhet Sobekhotep, war ein altägyptischer König (Pharao) der 13. Dynastie (Zweite Zwischenzeit), welcher etwa von 1724 bis 1718 v. Chr. regierte.

## Belege
Sobekotep II. Amenemhet ist von Bauarbeiten in Medamud her bekannt. Das Rechnungsbuch des thebanischen Palastes (Papyrus Boulaq 18) datiert vielleicht unter ihm, doch ist der Name des Herrschers im Papyrus schwer lesbar. Als Gemahlin wird im Papyrus eine gewisse Aja genannt.
Seine genaue Position ist umstritten, da ein König Chutaui-Re im Turiner Königspapyrus als erster Herrscher genannt wird und es nicht sicher ist, ob dieser Eintrag sich auf diesen oder auf König Wegaf bezieht. Wenn dieser Eintrag Amenemhet Sobekhotep meint, dann wäre er der erste Herrscher der 13. Dynastie und damit als Sobekhotep I. zu bezeichnen.
Aus Medamud stammt ein Relief des Königs beim Sed-Fest. Da dieses Fest ein Regierungsjubiläum ist, kann von einer längeren Regentschaft dieses Königs ausgegangen werden, falls dieses Fest wirklich gefeiert wurde und diese Darstellung nicht nur symbolisch ist. Ein weiterer Block stammt aus dem Tempel von Mentuhotep II. in Deir el-Bahri. Es gibt Nilstandsmesser aus Unternubien, die unter ihm datiert sind und das Jahr 4 seiner Regierung belegen.
Auf der Stele Würzburg H. 35 wird seine Gemahlin Aja zusammen mit ihrer nichtköniglichen Familie genannt, zu der auch der Wesir Anchu gehört, der allerdings auf dieser Stele nicht genannt wird.